# Форест-Лейк (Іллінойс)
Форест-Лейк (англ. Forest Lake) — переписна місцевість (CDP) в США, в окрузі Лейк штату Іллінойс. Населення — 1784 особи (2020).

## Географія
Форест-Лейк розташований за координатами 42°12′39″ пн. ш. 88°3′13″ зх. д. / 42.21083° пн. ш. 88.05361° зх. д. (42.210896, -88.053549).  За даними Бюро перепису населення США в 2010 році переписна місцевість мала площу 1,34 км², з яких 1,18 км² — суходіл та 0,16 км² — водойми. В 2017 році площа становила 1,07 км², з яких 0,91 км² — суходіл та 0,16 км² — водойми.

## Демографія
Згідно з переписом 2010 року, у переписній місцевості мешкало 1659 осіб у 621 домогосподарстві у складі 479 родин. Густота населення становила 1239 осіб/км².  Було 662 помешкання (495/км²).
Расовий склад населення:
| - 91,9 % — білих - 3,8 % — азіатів - 1,2 % — чорних або афроамериканців - 0,1 % — вихідців з тихоокеанських островів - 0,1 % — корінних американців - 2,0 % — осіб інших рас |

До двох чи більше рас належало 1,0 %. Частка іспаномовних становила 6,9 % від усіх жителів.
За віковим діапазоном населення розподілялося таким чином: 22,7 % — особи молодші 18 років, 67,4 % — особи у віці 18—64 років, 9,9 % — особи у віці 65 років та старші. Медіана віку мешканця становила 42,2 року. На 100 осіб жіночої статі у переписній місцевості припадало 102,3 чоловіків;  на 100 жінок у віці від 18 років та старших — 102,5 чоловіків також старших 18 років.
Середній дохід на одне домашнє господарство  становив 109 442 долари США (медіана — 94 375), а середній дохід на одну сім'ю — 136 201 долар (медіана — 119 000). Медіана доходів становила 72 202 долари для чоловіків та 51 667 доларів для жінок. За межею бідності перебувало 7,3 % осіб, у тому числі 4,1 % дітей у віці до 18 років та 0,0 % осіб у віці 65 років та старших.
Цивільне працевлаштоване населення становило 936 осіб. Основні галузі зайнятості: освіта, охорона здоров'я та соціальна допомога — 24,3 %, науковці, спеціалісти, менеджери — 19,1 %, роздрібна торгівля — 11,4 %, мистецтво, розваги та відпочинок — 11,1 %.